# 伊勢屋治助
伊勢屋 治助（いせや じすけ、生没年不詳）とは江戸時代の江戸にあった地本問屋である。

## 来歴
伊勢治、いせ治と号す。名は次助とも。明和から文政年間にかけて江戸の山下御門外において地本問屋を営業している。鳥居清経の細判紅摺絵、鳥居清長、勝川春英の錦絵を出版している。

## 作品
- 鳥居清経 「三世大谷広次の那須の与市と中村喜代三郎の佐藤忠信女房」 細判 紅摺絵 明和6年11月市村座顔見世『雪梅顔見勢』に取材
- 鳥居清長 「風俗十二通意」 中判 錦絵揃物 天明
- 鳥居清長 「女湯」 大判2枚続 錦絵 天明7年 ボストン美術館所蔵
- 勝川春英 「五世市川団十郎の奴刎平実は源次兵衛広綱 二世小佐川常世の花園黒木売」 間判 錦絵 寛政2年11月河原崎座顔見世『大侯勧進帳』の浄瑠璃『濡寄時雨桜』に取材
- 勝川春英 「高麗蔵」 細判 錦絵
- 鳥居清長 「東風俗略十種香」 中判 錦絵揃物 寛政